# 植牙
植牙（英語：dental implantation）是一門以人工牙根安裝假牙以彌補缺齒的牙齒修復技術。人類自然牙結構粗略可分牙齦以上露出的「牙冠」，以及包覆在牙齦下與齒槽骨緊密相連的樑柱「牙根」。在自然牙缺失狀況下，植牙為現行最接近自然牙咬合強度的贗復治療方式，屬於口腔外科手術的一種。

## 原理
人工牙根又稱為牙科植體（dental implant），植體會透過手術置入於缺齒位置的牙槽骨內，植體用作代替自然牙的牙根，成為安裝牙冠的根基。待病人的齒槽骨與植體緊密結合後，就可以在植體上安裝假牙冠。通過人工牙根安裝假牙不但可提供接近自然牙的咬合力，而且舒適性及美觀性都較傳統活動假牙及牙橋為佳。植牙後如果能夠保持口腔清潔衛生，並且定期接受牙科檢查，在維護良好的情況下，植牙是可以長期使用，因此成為重要的缺齒修復方法。
植牙手術成功與否，成敗關鍵在於患者的健康狀況及口腔條件，良好的施作條件可以有效避免植牙手術後的後遺症，如：植體周圍炎、鼻竇穿孔、神經受損等狀況。人工植牙最重要的步驟是植入植體，需事先透過口部掃描採集患者齒顎3D圖像，評估患者日常使用會產生的咬合力需要使用多少植體支撐，並為植入的角度及位置做出縝密的分析及計畫，以確保長久使用的功能性及健康。
手術施作上，由於日常咀嚼的應力很大，代替牙根植入齒槽骨的植體必須牢牢擰入，因此在放置植體的時需審慎評估位置。過去在沒有科技輔助下多為徒手治療，完全憑藉醫師經驗判斷植入植體的位置及深度，手術失敗率較高。隨著科技導入，現在在口部掃描後，多會運用CAD/CAM印製手術導板來輔助醫師定位植入點，降低了因肉眼難以定位角度所產生的手術問題。近年來，AR也被應用於口外手術上，在取得患者3D掃描影像後，醫生可透過植牙導航儀同步患者口腔植入點角度、鑽入深度，以及下頜神經、鼻竇位置等，可以減小所需的創口，更精準的植入植體。
前期準備上，牙齒健康與齒槽骨及牙齦狀況密不可分，由於齒槽骨及牙齦在缺牙狀況下會快速萎縮，有時候需視施作條件做補骨、鼻竇增高術、牙齦移植等事前修復手術，以達到足夠牢固植體的骨密度，因此植牙整體治療時程可能會視口腔狀況長達數月，甚至以年計算。

## 歷史
現代的植牙技術最早由瑞典學者皮-英格瓦·布倫馬克教授倡議，他於1952年在兔子進行安裝鈦金屬的實驗，他發現安裝在兔子腳部的鈦金屬，經過一段時間後不但與兔子的骨骼緊密結合，而且兔子沒有對植入體內的鈦金屬產生排斥作用，轉移到人體試驗後，人體也沒有對鈦金屬出現排斥，證實鈦金屬可用人體骨骼的修復。布倫馬克教授於1965年進一步提出把鈦金屬作為人工牙根，取代人體於脫牙後失去的自然牙根，成為現代植牙技術的基礎。由於以鈦金屬作為人工牙根在當時未有先例可循，雖然鈦金屬的人工牙根植入技術已經成功，但為了確保在人體長期使用鈦金屬的人工牙根沒有不良作用，於是瑞典科學家與牙科醫生對已植入人工牙根的病人進行長期的持續檢查，於1976年發表研究結果，確定在人體使用鈦金屬人工牙根十年後，都沒有出現人體排斥，而且鈦金屬牙根與骨骼的整合仍十分堅固，證明在人體使用鈦金屬作為牙根植牙是長期可行。

## 手術規劃及術式
植牙手術規劃過程中，除了需確保患者口腔健康（無牙周病、骨質不足等）適合植牙外，手術的術式也會大大影響植牙長久使用的耐久度及病患後續癒合狀況。為確認病患口腔狀況，療程間牙醫師會為病患拍攝口腔成像（運用X光、CT等），並多角度檢視，規劃適合的植體放置位置。由於植入植體的角度、深度對後續植牙成功率影響深遠，植體植入手術的術式也經歷了多次的變革。
早年，植牙手術多採徒手植牙，可供醫師參考的資料只有平面的口腔成像，植入位置較難精準，完全仰仗醫師的經驗判斷，雖手術過程會有助理從不同角度幫助多點定位植體植入位置，但視線死角多，相對成功率也較低，後續也較易產生失植牙失敗的不良反應。
近年，有了3D建模的輔助，醫師得以在取得數位影像後，事先印製出符合病患齒列狀況的植牙導板，在植入植體時，可以透過導板來定位植體植入的角度及位置，相較過去徒手植牙更為準確。
隨著科技日新月異，AR的導入解決了更多植牙過程中所會遇到的視覺死角、偏移、導板公差等問題。現今，透過即時模擬的植牙導航儀（臺灣引進的植牙導航儀如：安適準、X-Guide），醫師可從術前植入位置規劃，到實際植入、橋接，都實時在螢幕上顯示操作的過程、角度、深度，有效協助避開上下頜誤區，避免視線不佳所導致之鼻竇、神經損傷等問題，縮小操作者經驗多寡所帶來的成果差異，並幫助醫師完成過去無法完成的術式，甚至協助醫師取得醫學研究上的突破。

## 風險與併發症
與人工植牙治療相關的風險與併發症分為手術中風險（如：過度出血或神經損傷）、前六個月風險（如：感染及骨整合失敗）和長期風險（如：植體周圍炎）。在口腔組織健康的情況下，力學設計得當的植體在正常使用狀況下存活5年以上的機率可達93%-98%；在沒有重新針對植體進行治療的狀況下，植體存活達16-20年以上的案例則為52%-76%之間。
- 上頜第一大臼齒的植牙手術，容易穿入上頜竇，引發鼻竇損傷。
- 下頜的植牙手術，容易觸及下齒槽神經，引起神經損傷。
- 術後感染、骨整合不良、植體周圍炎等。

## 延伸閲讀
- Branemark, Per-Ingvar; Zarb, George. . Berlin, German: Quintessence Books. 1989. ISBN 978-0867151299.
- Branemark, Per-Ingvar; Worthington, Philip. . Carol Stream, Illinois: Quintessence Books. 1992. ISBN 978-0867152425.
- Laskin, Daniel. . Chicago, IL: Quintessence Pub. Co. 2007. ISBN 9780867154634.
- Lee SL. . Hanover Park, IL: Quintessence Publishing Co, Inc. 2007: 1–11. ISBN 9780867154658.
- Sclar, Anthony. . Carol Stream, IL: Quintessence Books. 2003. ISBN 978-0867153545.
- Buser, Daniel; Schenk, Robert K. . Hong Kong: Quintessence Books. 1994. ISBN 978-0867152494.
- Pallaci, Patrick. . Germany: Quintessence Books. 1995. ISBN 978-0867153088.
- Renouard, Frank. . Paris, France: Quintessence International. 1999. ISBN 978-0867153552.
- Lindhe J, Lang NP, Karring T (编). . Oxford, UK: Blackwell Munksgaard. 2008. ISBN 9781405160995.
- Newman M, Takei H, Klokkevold P (编). . St. Louis, Missouri: Elsevier Saunders. 2012. ISBN 9781437704167.

## 參閲
- 假牙
- 牙齒治療史
- 牙橋

## 外部連結
- Implantat-Versorgung zur oralen Rehabilitation im Zusammenhang mit Kopf-Hals-Bestrahlung. （页面存档备份，存于） (PDF) S3-Leitlinie, AWMF-Registernummer 007/089, Stand 05/2015. （德文）
- Implantatprothetische Versorgung des zahnlosen Oberkiefers.[] (PDF) S3-Leitlinie, Arbeitsgemeinschaft der Wissenschaftlichen Medizinischen Fachgesellschaften AWMF-Registernummer: 083-010, Stand: November 2014, Gültig bis: November 2019. Abgerufen am 10. April 2017. （德文）